# O Capelão do Diabo
O Capelão do Diabo (A Devil's Chaplain, no original em inglês) é um livro do biólogo Richard Dawkins, lançado em 2003. O livro reúne resenhas, reflexões, discussões, elogios fúnebres e prefácios publicados ao longo de 25 anos, e que foram compilados por Latha Menon.

## A obra
O título do livro é uma referência a uma citação de Charles Darwin, em que fica evidente a descrença de Darwin num mundo perfeito que tenha sido elaborado por Deus: "Que livro não escreveria um capelão do Diabo sobre o trabalho desajeitado, desatinado, vil e horrivelmente cruel da natureza!".
O Capelão do Diabo agrupa 32 ensaios sobre darwinismo, ética, religião, educação, justiça, ciência e textos pessoais em sete capítulos:
- I. Ciência e Sensibilidade
- II. A Luz Será Lançada
- III. A Mente Infectada
- IV. Disseram-me, Heráclito
- V. Mesmo os Exércitos da Toscana
- VI. Toda a África e Seus Prodígios Estão Dentre de Nós
- VII. Oração Para Minha Filha